# Anna Paquin
Anna Helene Paquin (phát âm /ˈpækwɪn/; sinh ngày 24.7.1982) là nữ diễn viên người New Zealand sinh tại Canada. Phim thành công đầu tiên của Paquin là phim The Piano, đã mang lại cho cô Giải Oscar cho nữ diễn viên phụ xuất sắc nhất vào năm 1994 ở tuổi 11 – người trẻ thứ nhì đoạt giải trong lịch sử. Sự nghiệp diễn xuất của cô đã diễn ra gần nửa thập kỷ sau, khi cô xuất hiện trong một loạt các bộ phim thành công trong đó có She's All That, Almost Famous và X-Men franchise.
Paquin đã nhận được lời khen ngợi cho vai nhân vật Sookie Stackhouse trong loạt phim True Blood trên kênh truyền hình HBO, loạt phim mà cô giành được Giải Quả cầu vàng cho nữ diễn viên phim truyền hình xuất sắc nhất năm 2008.

## Cuộc đời và Sự nghiệp

### Thời niên thiếu
Paquin sinh tại Winnipeg, Manitoba, Canada, là con gái của Mary Paquin (nhũ danh Brophy), một giáo viên người Anh sinh tại Wellington, New Zealand và Brian Paquin, một giáo viên thể dục ở trường trung học. 
Paquin là con út trong ba người con, cô có hai anh chị: anh trai Andrew một giám đốc, sinh năm 1977, và chị Katya, sinh năm 1980. Gia đình Paquin di chuyển tới New Zealand khi cô lên 4 tuổi. Cô theo học trường Raphael House Rudolf Steiner tới năm lên 8 hoặc 9 tuổi. Các sở thích âm nhạc lúc rảnh rỗi trong thời thơ ấu của cô tại New Zealand bao gồm chơi đàn viola, cello và dương cầm. Cô cũng tham gia vào tập thể dục, múa ba-lê, bơi lội, và trượt tuyết xuống dưới đồi; nhưng cô không có bất kỳ sở thích nào liên quan đến diễn xuất.
Năm 1994-95, Paquin học trường Hutt Intermediate ở New Zealand. Cô bắt đầu học trung học tại trường Wellington Girls 'College ở Wellington và tốt nghiệp bằng trung học tại trường Windward ở Los Angeles vào tháng 6 năm 2000, nơi cô cùng mẹ chuyển tới cư ngụ sau khi cha mẹ ly dị vào năm 1995. Cô hoàn thành yêu cầu phục vụ cộng đồng của trường bằng cách làm việc trong một nhà bếp nấu súp ở Los Angeles và tại một trung tâm giáo dục đặc biệt. Cô theo học Đại học Columbia trong một năm, nhưng sau đó đã xin nghỉ phép để tiếp tục sự nghiệp diễn xuất.

### Nữ diễn viên trẻ em
Chính tại New Zealand vào năm 1991 mà Paquin đã tình cờ trở thành một nữ diễn viên. Đạo diễn Jane Campion tìm kiếm một bé gái để đóng một vai then chốt trong phim The Piano, được quay ở New Zealand. Bà đăng quảng cáo trên báo loan tin mở một cuộc diễn xuất thử để tuyển chọn. Người chị của Paquin đọc quảng cáo và đi thử với một người bạn; Paquin chỉ đi theo để xem, nhưng khi đạo diễn Campion thấy Paquin thử trình diễn màn độc thoại về người cha của Flora, thì bà đã có ấn tượng sâu sắc đối với cô bé 9 tuổi này và đã chọn cô trong số 5.000 ứng viên tham dự.
Khi được trình chiếu vào năm 1993, phim The Piano đã được nhiều nhà phê bình khen ngợi và đoạt một số giải thưởng ở các cuộc liên hoam phim, trở thành phim được nhiều khán giả ưa thích. Diễn xuất khởi đầu của Paquin trong phim này đã mang lại cho cô một Giải Oscar cho nữ diễn viên phụ xuất sắc nhất ở tuổi 11, khiến cô trở thành người đoạt giải Oscar trẻ thứ nhì trong lịch sử, sau Tatum O'Neal. Phim The Piano được làm như một phim độc lập nhỏ, không mong đợi được phổ biến rộng rãi, và Paquin cùng gia đình cô cũng không có ý định để cô tiếp tục theo đuổi nghề diễn xuất. Tuy nhiên, sau đó cô đã được mời đến William Morris Agency, và được mời đóng các vai mới. Cô đã từ chối các vai này, nhưng lại xuất hiện trong 3 phim quảng cáo thương mại cho công ty điện thoại MCI (nay là Verizon) vào năm 1994. Cô cũng cho mượn giọng trong một sách nói (audio book) mang tên The Magnificent Nose năm 1994.
Năm 1996, cô xuất hiện trong 2 phim: vai Jane trẻ trong phim Jane Eyre và vai cô gái trẻ trong phim Fly Away Home, sau khi người mẹ qua đời, đã dọn về cư ngụ với người cha và tìm được niềm khuây khỏa khi chăm sóc các con ngỗng non mồ côi.
Ở tuổi thanh thiếu niên, cô đã có các vai diễn trong các phim như A Walk on the Moon, Amistad, Hurlyburly, She's All That và Almost Famous.

### PhimX-Men
Paquin trở lại nổi tiếng khắp thế giới với vai diễn người đột biến (mutant) siêu nữ anh hùng (superheroine) Rogue trong phim X-Men năm 2000 của hãng Marvel Comics, với phần tiếp theo là X2 năm 2003, và phần thứ ba là X-Men: The Last Stand  năm 2006.

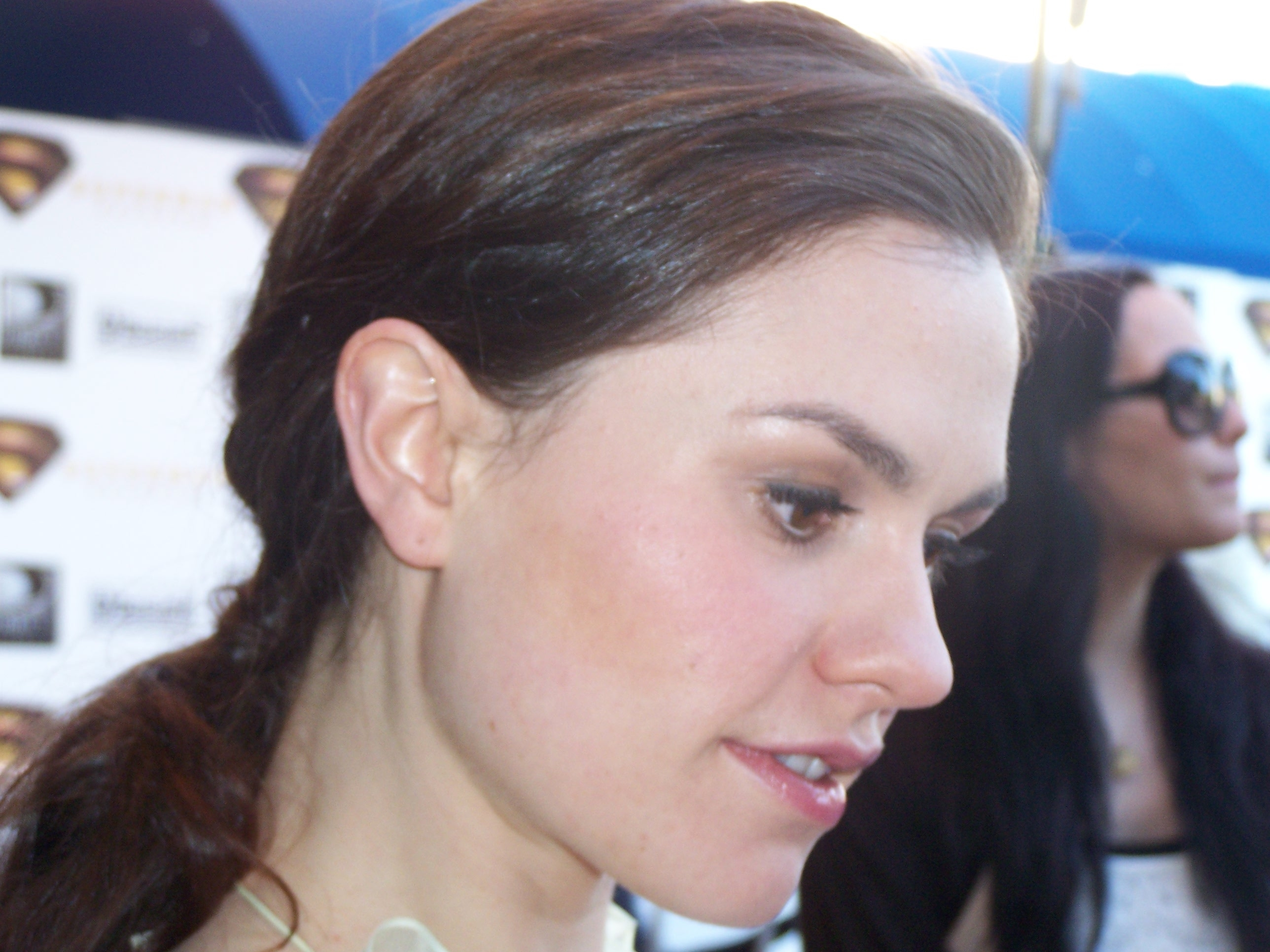
Paquin năm 2006

Vào mùa thu năm 2006, cô hoàn thành việc quay phim Blue State. Cô là nhà điều hành sản xuất của phim này, một phim do hãng Paquin Films thực hiện, một công ty sản xuất phim do cô và người anh trai Andrew Paquin lập ra. Tháng 11 năm 2006, cô hoàn thành phim Margaret.
Năm 2007, Paquin được đề cử nhận Giải Emmy cho Nữ diễn viên phụ trong loạt phim ngắn hoặc một phim (Supporting Actress In A Miniseries Or A Movie) về vai Elaine Goodale trong phim truyền hình Bury My Heart at Wounded Knee của kênh HBO, dựa trên tiểu thuyết bán chạy nhất của Dee Brown. Cô cũng nhận được các đề cử cho Giải Quả cầu vàng và Giải của Nghiệp đoàn diễn viên màn ảnh (Screen Actors Guild Award) trong cùng thể loại.
Năm 2008, Paquin đóng vai chị hầu bàn Sookie Stackhouse trong loạt phim kịch True Blood trên kênh truyền hình HBO, vai diễn đầu tiên của cô trong loạt phim kịch truyền hình. Phim dựa trên loạt truyện The Southern Vampire Mysteries của Charlaine Harris, xảy ra ở thành phố hư cấu Bon Temps ở Louisiana. Paquin đoạt Giải Quả cầu vàng cho nữ diễn viên kịch truyền hình xuất sắc nhất cho vai diễn trong phim này, và cũng đoạt một Giải Vệ tinh trong cùng thể loại. Cô cũng được đề cử cho Giải Quả cầu vàng năm 2009 trong cùng thể loại này. True Blood kỳ 2 được chiếu ra mắt tại Mỹ trong tháng 6 năm 2009. True Blood kỳ 3 được chiếu suất ra mắt trong tháng 6 năm 2010, còn kỳ 4 sẽ được ra mắt trong năm 2011.
Năm 2009, Paquin đóng vai Irena Sendler, một phụ nữ Ba Lan được hoan nghênh như một nữ anh hùng của các Holocaust, trong phim The Courageous Heart of Irena Sendler, một phim tiểu sử truyền hình của CBS dựa trên quyển Mother of the Children of the Holocaust: The Irena Sendler Story, của Anna Mieszkowska. Phim được thực hiện ở Latvia, và là một giới thiệu của Hallmark Hall of Fame (chương trình hợp tuyển trên TV Mỹ) cho mạng truyền hình. Diễn xuất của Paquin đã mang lại cho cô một đề cử cho Giải Quả cầu vàng cho nữ diễn viên phim truyền hình xuất sắc nhất năm 2010.
Phim The Romantics của Paquin, một phim lãng mạn với Josh Duhamel và Katie Holmes, đã được phát hành ở Mỹ tại các rạp chọn lọc trong tháng 9 năm 2010.
Năm 2010, Paquin đóng một vai nhỏ trong phim Scream 4, sẽ được phát hành trong năm 2011.

### Sự nghiệp sân khấu

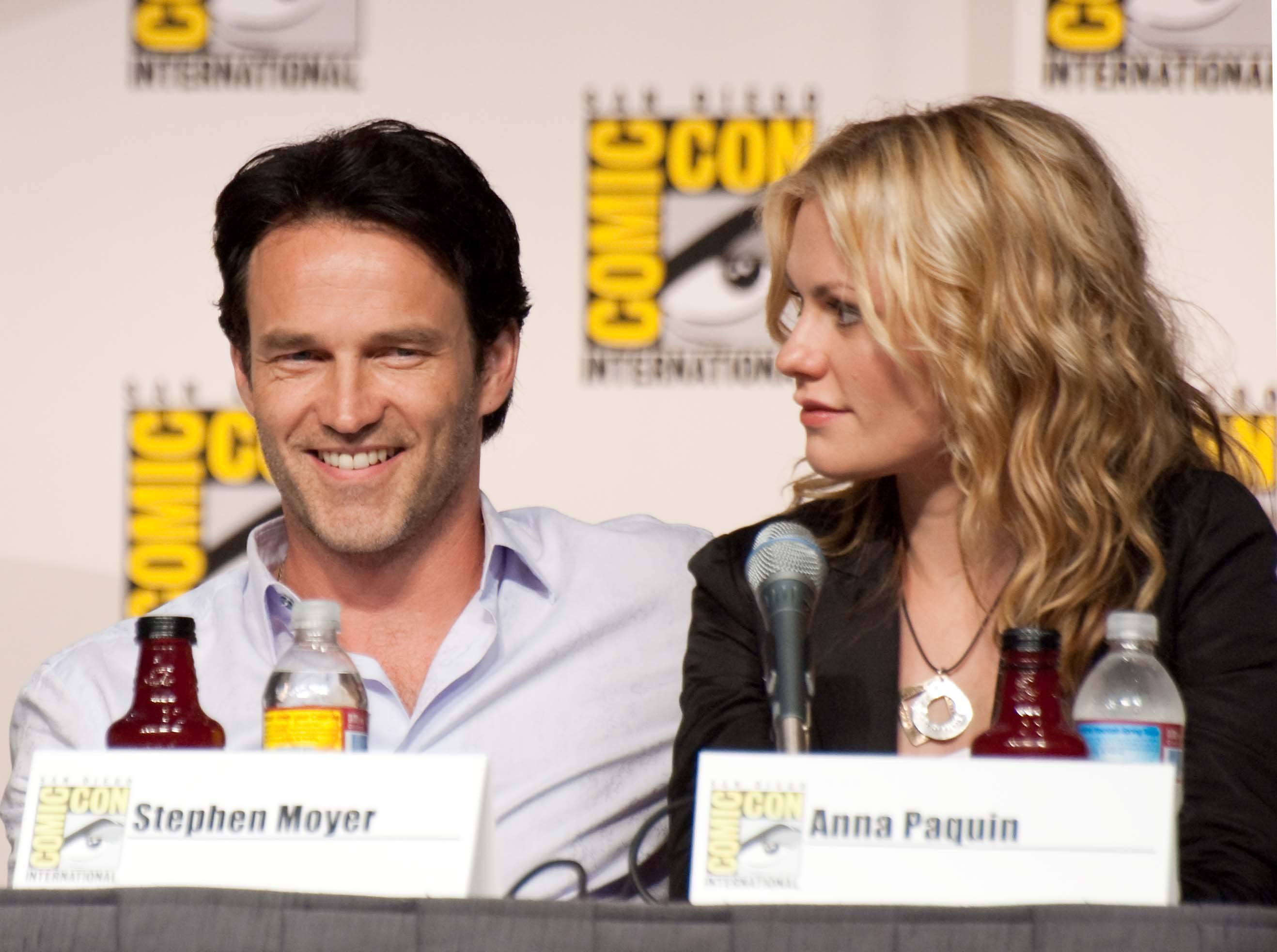
Paquin với chồng là Stephen Moyer, diễn viên đóng chung trong phim True Blood năm 2009

Paquin bắt đầu diễn kịch năm 2001 trong vở The Glory of Living ở Nhà hát MCC và đã đoạt Giải Kịch nghệ thế giới (Theatre World Award) năm 2001-2002. Từ đó cô đã xuất hiện trong nhiều vở kịch khác ở Hoa Kỳ, và một lần trên sân khấu West End ở London trong vở This is Our Youth năm 2002.

### Đời tư
Ngày 5.8.2009, có loan báo là Paquin hứa hôn với bạn đồng diễn trong True Blood là Stephen Moyer, người mà cô đã hẹn hò từ khi quay loạt phim thí điểm năm 2007. Ngày 21.8.2010, Paquin và Moyer kết hôn tại nơi cư ngụ riêng tư ở Malibu, California. Do cuộc hôn nhân với Moyer, Paquin có một con trai ghẻ, Billy, sinh năm 2000, và một con gái ghẻ, Lilac, sinh năm 2002. Paquin và Moyer cư ngụ ở Venice, Los Angeles.
Ngày 1.4.2010, một quảng cáo dịch vụ công cộng cho biết Paquin sẽ xuất hiện như người song tính luyến ái cho chiến dịch "Give a Damn" như một phần của "Quỹ True Colors", một nhóm ủng hộ do Cyndi Lauper tổ chức nhằm cống hiến cho Quyền bình đẳng của người đồng tính luyến ái, song tính luyến ái và cảm nhận chuyển giới tính (lesbian, gay, bisexual, and transsexual equality, viết tắt là LGBT equality).

## Danh mục phim
| Năm  | Phim                                  | Vai diễn                   | Chú thích |
| ---- | ------------------------------------- | -------------------------- | --- |
| 1993 | The Piano                             | Flora McGrath              | Giải Oscar cho nữ diễn viên phụ xuất sắc nhất Giải của Hiệp hội phê bình phim Los Angeles cho nữ diễn viên phụ xuất sắc nhất Giải của Giới phê bình phim Úc cho nữ diễn viên phụ xuất sắc nhất Đề cử—Giải Quả cầu vàng cho nữ diễn viên điện ảnh phụ xuất sắc nhất Đề cử—Giải của Hiệp hội phê bình phim Chicago cho nữ diễn viên phụ xuất sắc nhất |
| 1996 | Jane Eyre                             | Jane Eyre trẻ              | |
| 1996 | Fly Away Home                         | Amy Alden                  | |
| 1997 | The Member of the Wedding             | Frankie Addams             | phim TV |
| 1997 | Amistad                               | Isabela II của Tây Ban Nha | |
| 1998 | Hurlyburly                            | Donna                      | |
| 1998 | Castle in the Sky                     | Sheeta (giọng)             | |
| 1999 | It's the Rage                         | Annabel Lee                | phim TV |
| 1999 | She's All That                        | Mackenzie Siler            | |
| 1999 | A Walk on the Moon                    | Alison Kantrowitz          | |
| 2000 | X-Men                                 | Rogue/Marie                | |
| 2000 | Almost Famous                         | Polexia Aphrodisia         | Giải của Hội phê bình phim trực tuyến cho toàn bộ diễn viên xuất sắc nhất Đề cử—Giải của Nghiệp đoàn diễn viên màn ảnh cho toàn bộ diễn viên xuất sắc trong một phim |
| 2000 | Finding Forrester                     | Claire Spence              | |
| 2001 | Buffalo Soldiers                      | Robyn Lee                  | |
| 2002 | Darkness                              | Regina                     | |
| 2002 | 25th Hour                             | Mary D'Annunzio            | |
| 2003 | X2                                    | Rogue/Marie                | |
| 2004 | Steamboy                              | James Ray Steam (giọng)    | |
| 2005 | The Squid and the Whale               | Lili Thorn                 | Giải Gotham cho toàn bộ diễn viên xuất sắc nhất |
| 2005 | Joan Of Arc                           | Joan (giọng)               | phim TV |
| 2006 | X-Men: The Last Stand                 | Rogue/Marie                | |
| 2006 | Hannibal Rising                       | Cô hầu phòng               | |
| 2007 | Blue State                            | Chloe Hamon                | |
| 2007 | Mosaic                                | Maggie Nelson (giọng)      | |
| 2007 | Bury My Heart at Wounded Knee         | Elaine Goodale             | Đề cử—Giải Emmy cho nữ diễn viên phụ xuất sắc trong một phim điện ảnh Đề cử—Giải Quả cầu vàng cho nữ diễn viên xuất sắc nhất trong phim truyền hình Đề cử—Giải của Nghiệp đoàn diễn viên màn ảnh cho nữ diễn viên xuất sắc trong phim truyền hình                                                                                                   |
| 2008 | Trick 'r treat                        | Laurie                     | |
| 2009 | The Courageous Heart of Irena Sendler | Irena Sendler              | Đề cử—Giải Quả cầu vàng cho nữ diễn viên xuất sắc nhất trong phim truyền hình |
| 2010 | Open House                            | Jennie                     | |
| 2010 | The Romantics                         | Lila                       | |
| 2011 | Margaret                              | Lisa Cohen                 | |
| 2011 | Scream 4                              | Rachel Milles              | Cameo |

| Năm           | Tên        | Vai diễn          | Chú thích |
| ------------- | ---------- | ----------------- | --- |
| 2008– tới nay | True Blood | Sookie Stackhouse | 36 tập Giải Quả cầu vàng cho nữ diễn viên kịch truyền hình xuất sắc nhất (2008) Giải Vệ tinh cho nữ diễn viên kịch truyền hình xuất sắc nhất Đề cử —Giải Quả cầu vàng cho nữ diễn viên kịch truyền hình xuất sắc nhất (2009) |

## Kịch
- The Glory of Living; Nhà hát MCC, New York, 2001 – Lisa (Đoạt Giải Kịch nghệ Thế giới (Theatre World Award) (Nữ diễn viên xuất sắc) năm 2002)
- This is Our Youth; Nhà hát Garrick, London, 2002 – Jessica Goldman (đề cử cho Giải Drama Desk (Nữ diễn viên xuất sắc)
- Manuscript (Reading); Falmouth Academy, New York, 2003 – Elizabeth Hawkins
- Drug Buddy (Reading); Manhattan Theater Club, 2003 – Wendy
- Roulette; Ensemble Studio Theater, New York, 2004 – Jenny
- The Distance From Here; Nhà hát MCC, New York, 2004 – Shari (Đoạt Giải Drama Desk (Toàn bộ diễn viên xuất sắc) năm 2004)
- The 24 Hour Plays, South Of The Border; Nhà hát MCC, 2004 – Maylene
- After Ashley; Nhà hát Vineyard, New York, 2005 – Julie Bell
- Dog Sees God: Confessions of a Teenage Blockhead; (Reading); Nhà hát Westside, New York, 2005 – Marcy
- The 24 Hour Plays, The Blizzard; Nhà hát MCC, 2006 – Jenny